# Парламентарни избори в България (юли 1893)
Парламентарните избори се провеждат на 30 юли 1893 г. в Княжество България. След промени в конституцията по-рано през годината, броят на народните представители е намален.

## Обща информация
Изборите са помрачени от безредици в Пещера, където са направени опити за открадване на избирателните урни и нападение над председателстващия. Насилие има и в Белоградчик, където са правени опити да се предотврати затварянето на избирателната секция, докато не пристигнат привържениците на един от кандидатите. Избирателната активност е ниска, главно поради безразличието в селските райони, където националната политика не се счита за важна.